# Glitterbläcksvamp
Glitterbläcksvamp (Coprinellus micaceus) är en svampart som först beskrevs av Pierre Bulliard (v. 1742–1793), och fick sitt nu gällande namn av Vilgalys, Hopple & Jacq. Johnson 2001. Glitterbläcksvamp ingår i släktet Coprinellus och familjen Psathyrellaceae.  Arten är reproducerande i Sverige. Inga underarter finns listade i Catalogue of Life.

## Källor

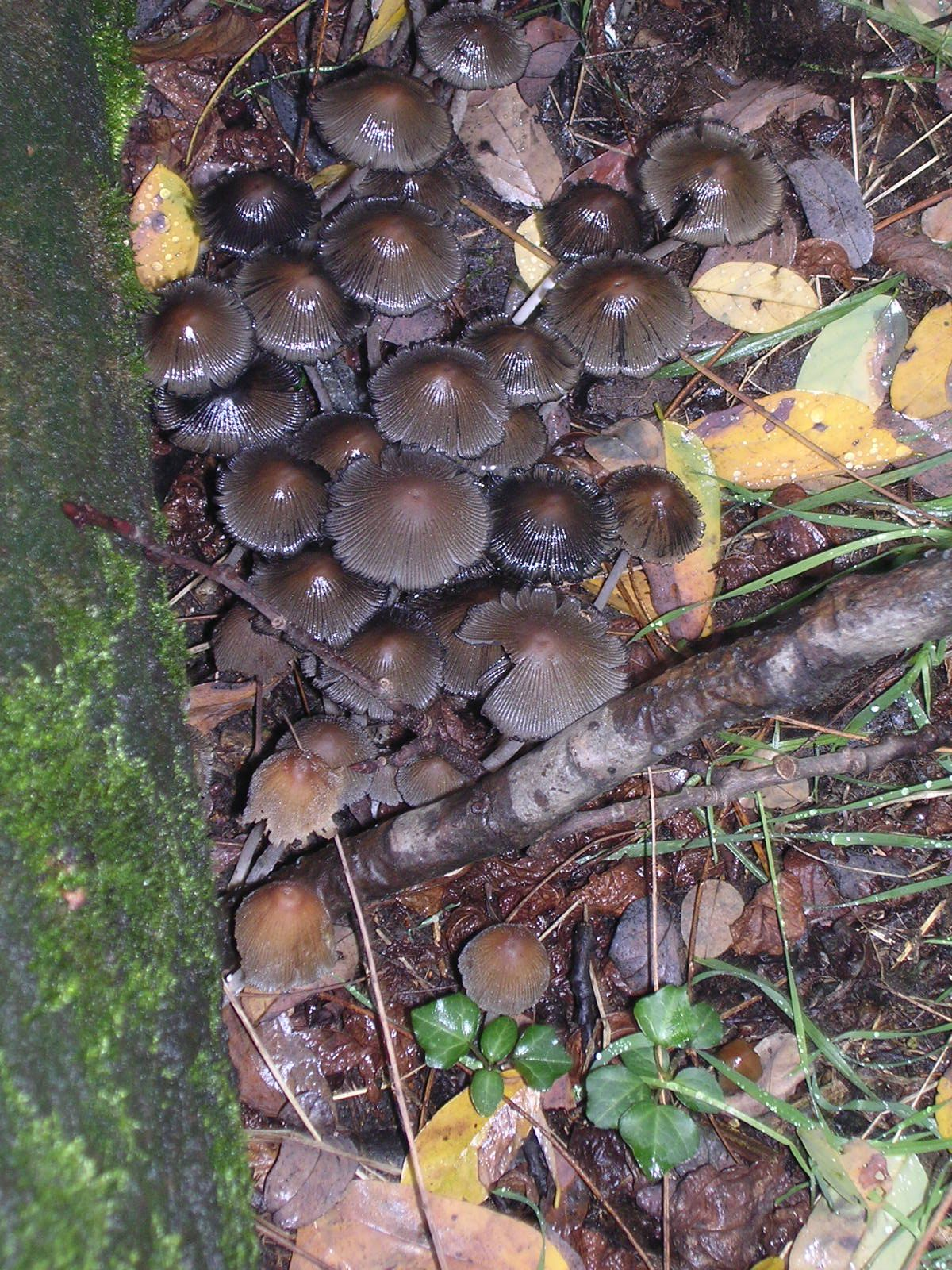
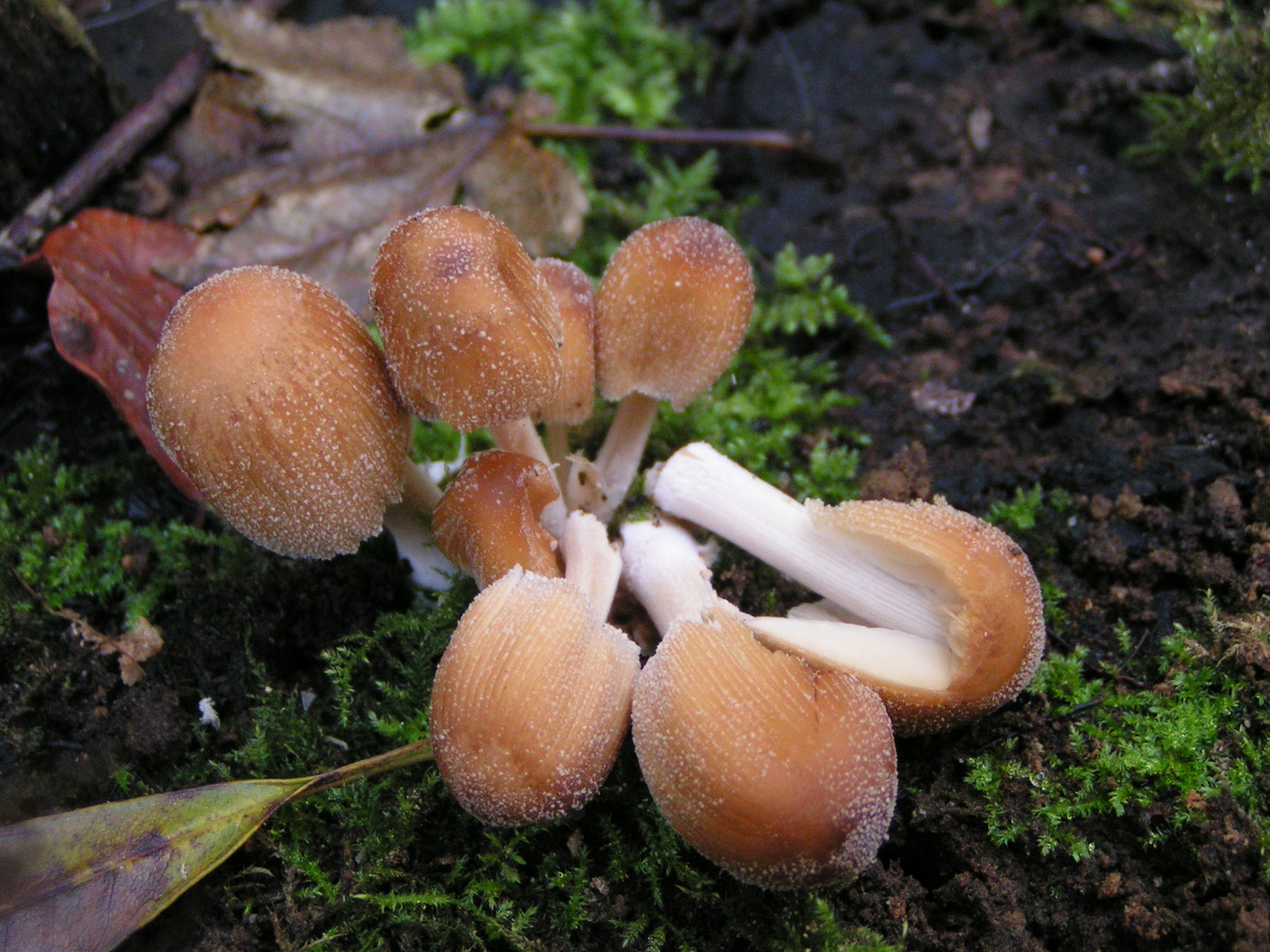
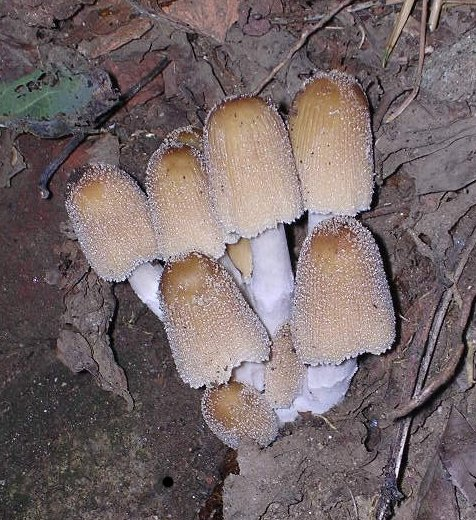
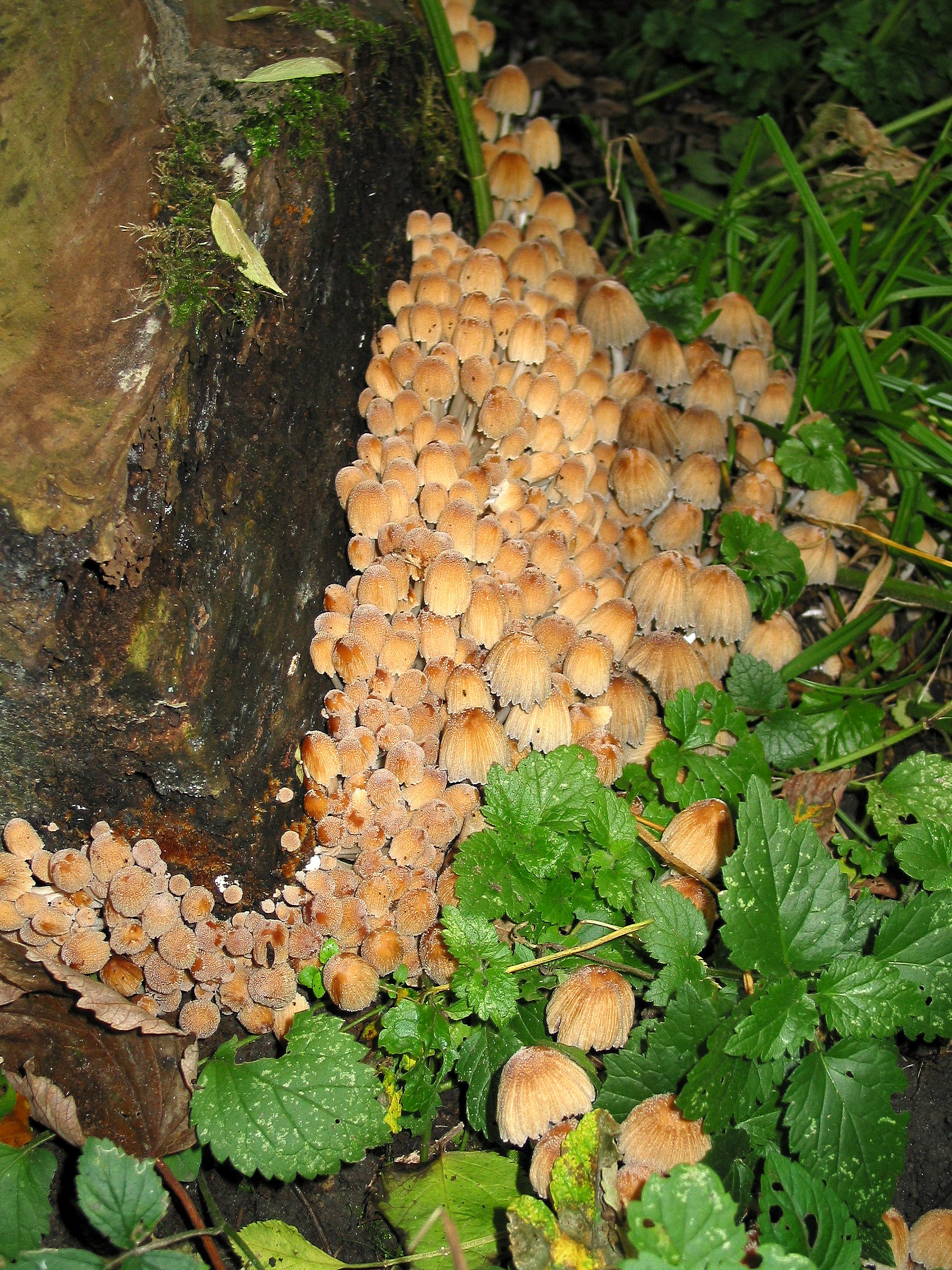
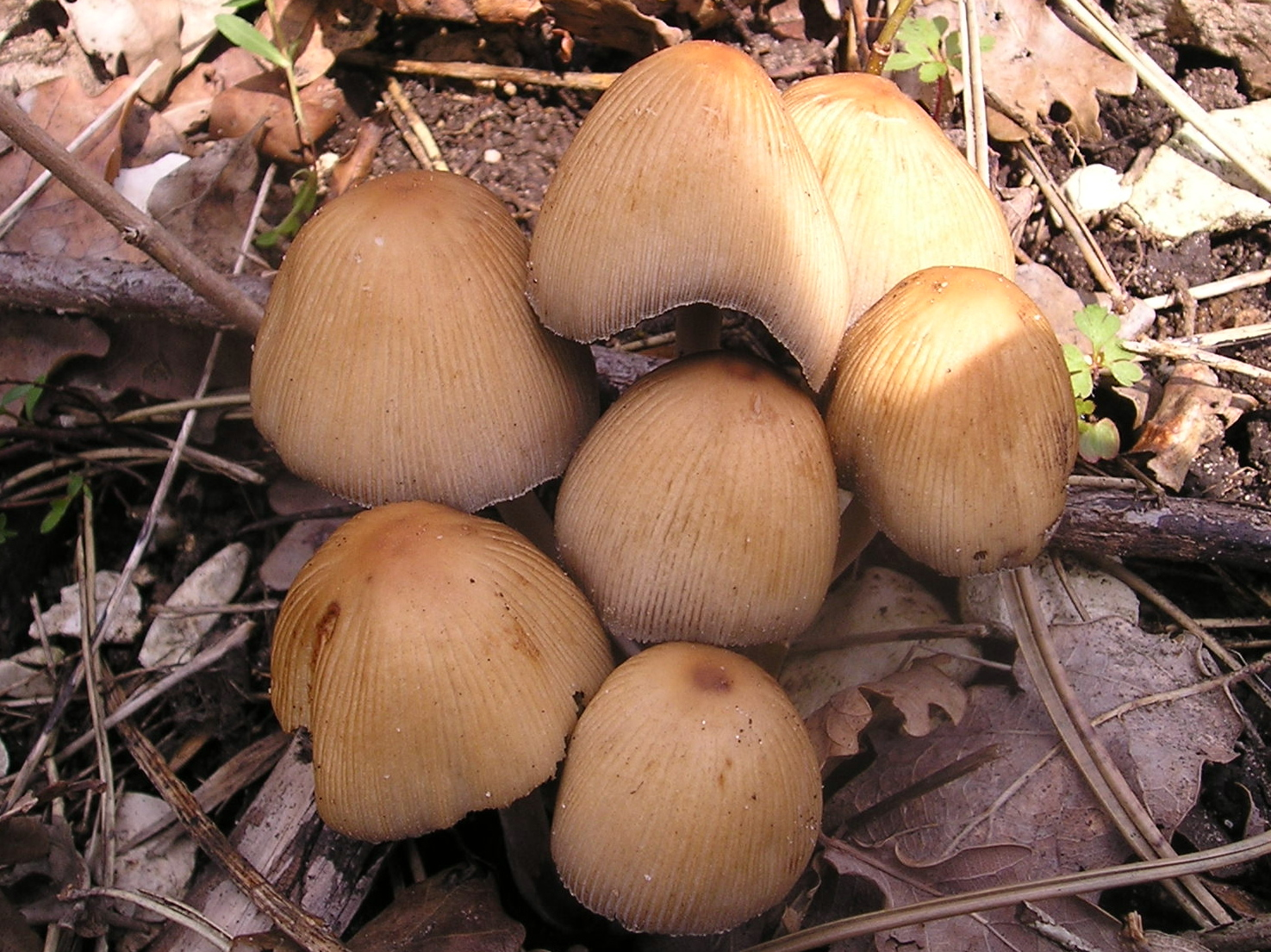
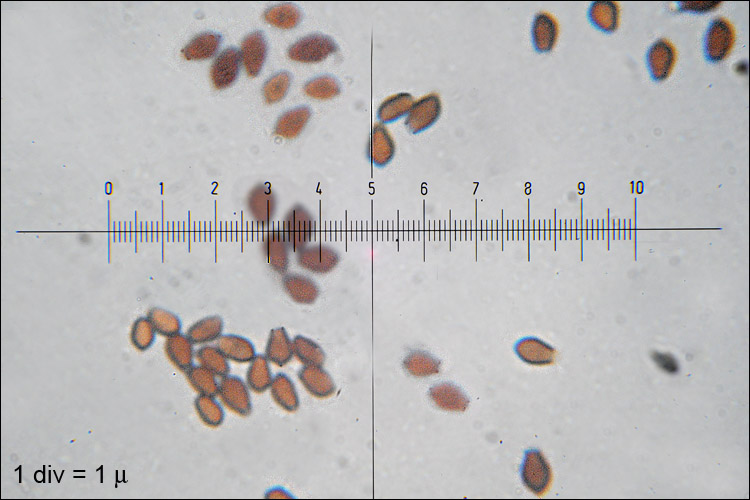
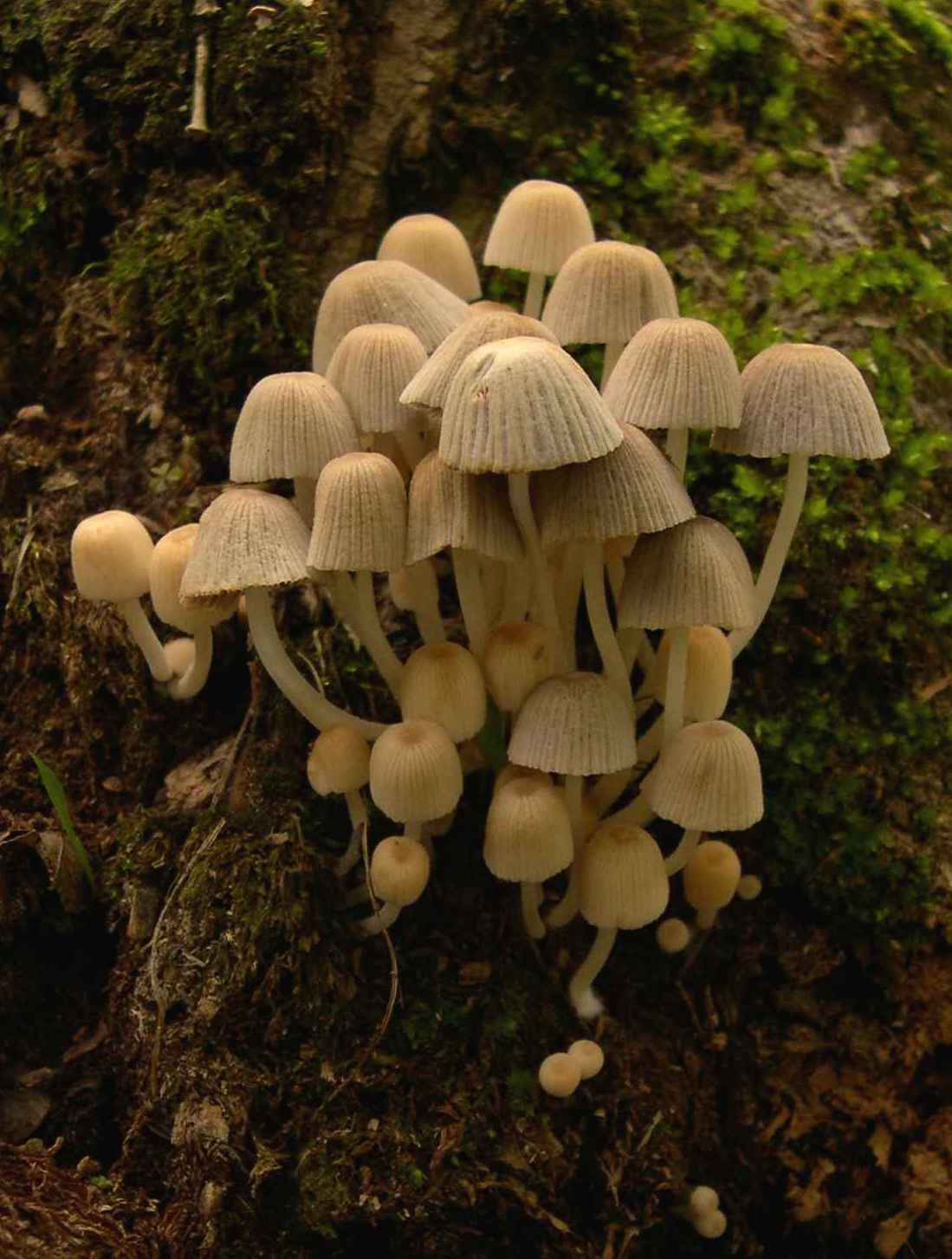
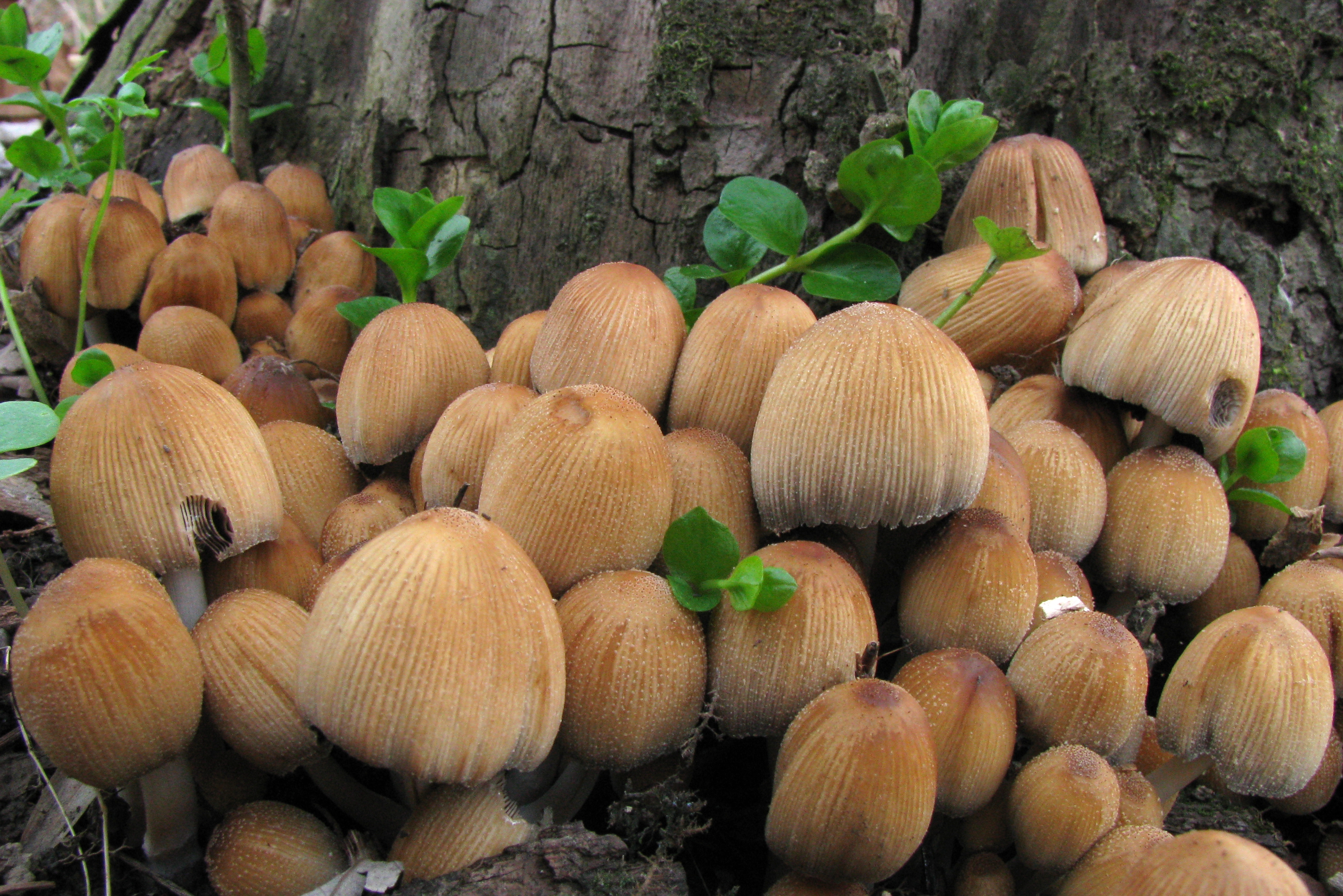